# 18 век
18 век започва на 1 януари 1701 г. и свършва на 31 декември 1800 г.

## Събития
- 1703 г. – Една от най-мощните бури в историята на Европа опустошава северната част на континента.
- 1707 г. – Създадено е кралство Великобритания.
- 1715 г. – Френският владетел Луи XIV умира.
- 1750 г. – Достигната е връхната точка на Малката ледена епоха.
- 1762 г. – Паисий Хилендарски написва История славяно-българска
- 1770-те – Изследванията на Джеймс Кук.
- 1788 г. – Създадено е първото европейско селище в Австралия.
- 1789 г. – Великата френска революция.
- Просвещението
- Ранен етап от развитието на Индустриалната революция
- Американската революция, която довежда до обявяването на Декларацията на независимостта на САЩ през 1776 г. и на конституцията през 1789 г.

## Личности
- Софроний Врачански, българин
- Паисий Хилендарски, автор на „История Славянобългарска“
- Йохан Себастиан Бах, немски композитор
- Екатерина Велика, руска императрица
- Джеймс Кук, английски мореплавател
- Дени Дидро, френски писател и философ
- Леонард Ойлер, шведски математик
- Бенджамин Франклин, американски изобретател и дипломат
- Томас Гейнсбъро, английски художник
- Томас Грей, английски поет
- Уилям Хогарт, английски художник и гравьор
- Дейвид Хюм, шотландски философ
- Томас Джеферсън, американски политик
- Имануел Кант, пруски философ
- Луи XIV, френски монарх
- Волфганг Амадеус Моцарт, австрийски композитор
- Самюъл Джонсън, английски писател
- Жан-Жак Русо, френски писател и философ
- Фридрих Шилер, немски писател
- Волтер, френски писател и философ

## Изобретения, открития
- Машина за чистене на памук (на английски: cotton gin) от Илай Уитни
- Подобрени парни машини от Томас Нюкомън и Джеймс Уат
- Първият автомобил, задвижван с пара – от Никола-Жозеф Кюно